# Ben Rappaport

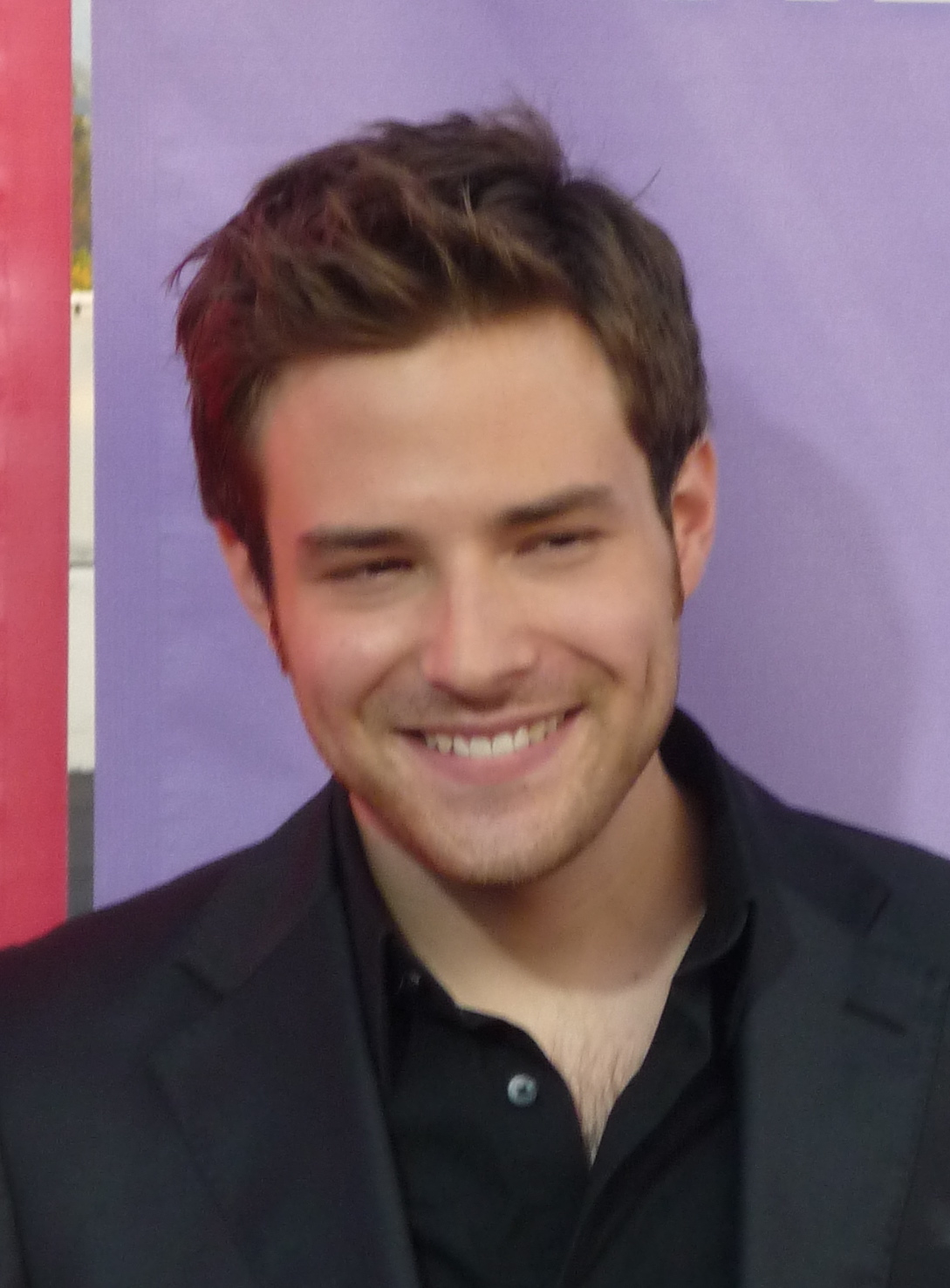
Ben Rappaport (2010)

Bennett Eli „Ben“ Rappaport (* 23. März 1986 in Arlington, Texas) ist ein US-amerikanischer Schauspieler.

## Leben und Karriere
Ben Rappaport stammt aus Texas und würde jüdischen Glaubens erzogen. Er besuchte die Highschool in Houston und schloss später ein Schauspielstudium an der Juilliard School in New York City erfolgreich ab.
Seit 2010 ist er in Film und Fernsehen aktiv. Seine erste Rolle war sofort eine wiederkehrende TV-Rolle als Todd Dempsy in Outsourced. Nach einigen kleineren Projekten war er 2012 im Film Wie beim ersten Mal zu sehen und trat danach in Gastrollen in Serien wie Elementary auf. Von 2013 bis 2015 war er als Carey Zepps in Good Wife zu sehen. Darauf folgte die Rolle des Ollie Parker in der Thriller-Serie Mr. Robot. Regelmäßig steht er auch auf Theaterbühnen. Seit 2018 ist er als Seth Oliver in einer  Hauptrolle in der Fernsehserie For the People zu sehen.
Rappaport lebt derzeit in Studio City, einem Stadtteil von Los Angeles.

## Filmografie (Auswahl)
- 2010–2011: Outsourced (Fernsehserie, 22 Episoden)
- 2012: Wie beim ersten Mal (Hope Springs)
- 2012: Schmerzensgeld – Wer reich sein will, muss leiden (The Brass Teapot)
- 2012: Elementary (Fernsehserie, Episode 1x05)
- 2013–2015: Good Wife (The Good Wife, Fernsehserie, 14 Episoden)
- 2015–2019: Mr. Robot (Fernsehserie, 9 Episoden)
- 2016: Better Off Single
- 2016: Younger (Fernsehserie, 5 Episoden)
- 2017: Ozark (Fernsehserie, Episode 1x05)
- 2018: Landing Up
- 2018–2019: For the People (Fernsehserie, 20 Episoden)
- 2020: God Friended Me (Fernsehserie, Episode 2x20)
- 2020: Blindspot (Fernsehserie, Episode 5x07)
- 2020: Monsterland (Fernsehserie, Episode 1x02)
- 2021: Evil (Fernsehserie, 1 Episode)
- 2021: Law & Order: Special Victims Unit (Fernsehserie, 1 Episode)